# La pulce d'acqua
La pulce d'acqua (1977) è il quarto album registrato in studio del cantautore italiano Angelo Branduardi.

## Il disco
La prima edizione di questo disco era accompagnata da nove tavole disegnate da Mario Convertino, in cui l'artista interpretava, con i suoi disegni, le canzoni del disco; la tavola de La pulce d'acqua, è diventata la copertina della prima stampa in CD dell'LP. Ciascuna tavola si riferisce a un brano dell'album; la tavola relativa a Il Marinaio è un omaggio a Maxfield Parrish.

## Le canzoni

### Ballo in Fa diesis minore

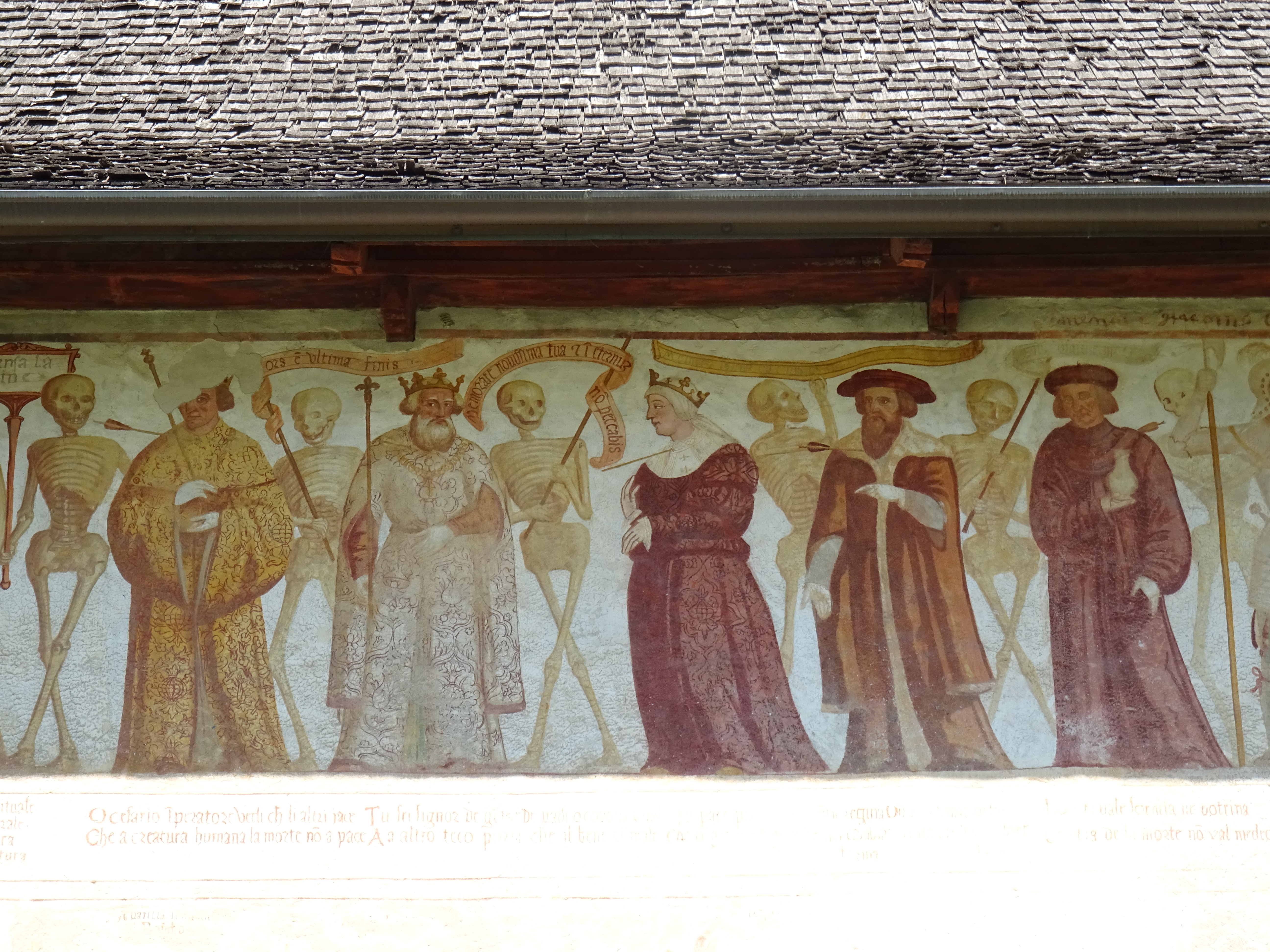
La danza macabra di Pinzolo (1539)

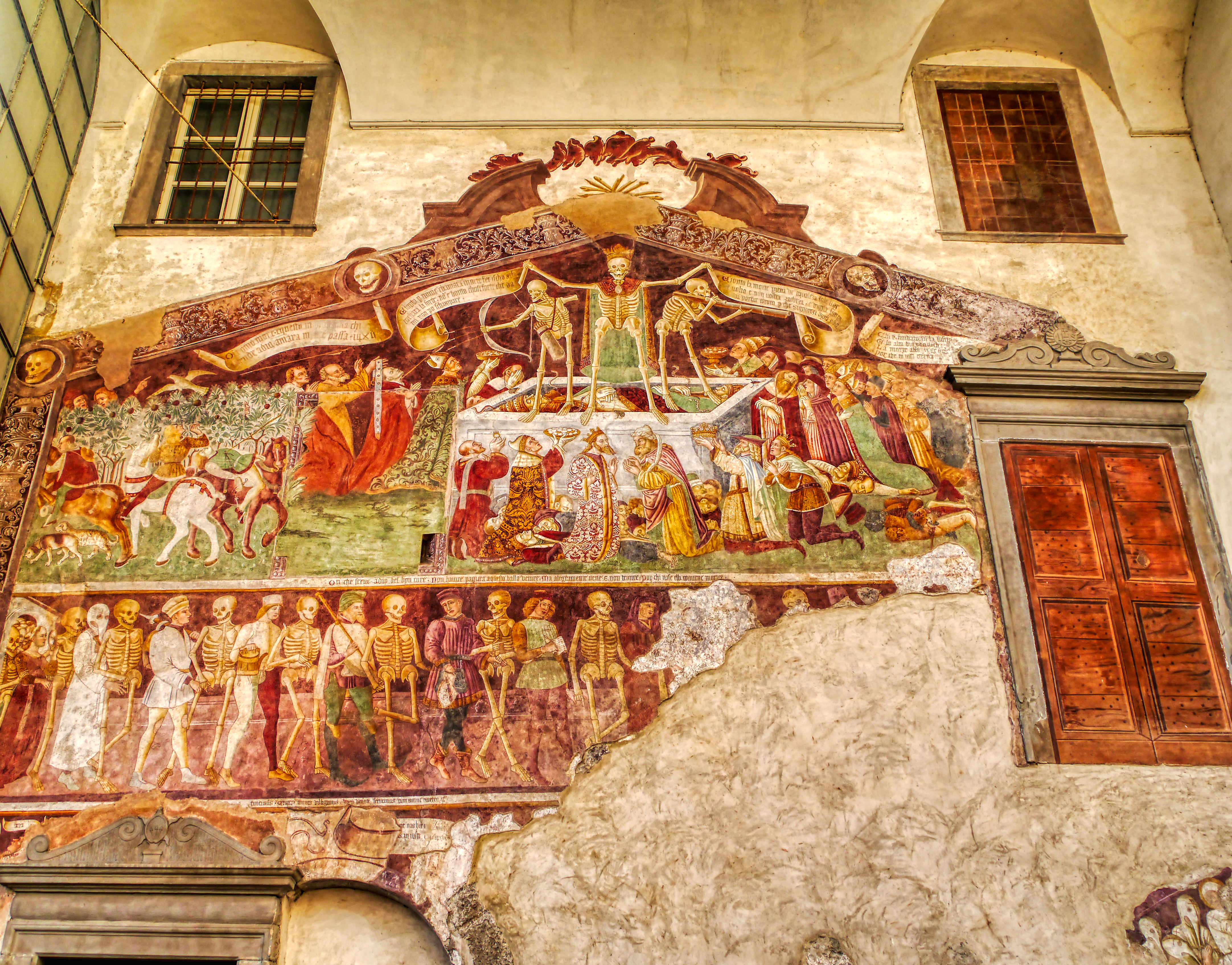
Il Trionfo della Morte e Danza Macabra di Clusone (1484-1485)

La melodia si rifà alla celebre Schiarazula Marazula, melodia friulana di origine medievale che accompagnava riti esorcistici o, secondo documenti dell'Inquisizione, una sorta di magia per evocare la pioggia, raccolta da Giorgio Mainerio nell'opera Il Primo Libro de Canti (1578).
Il testo invece è ispirato dal dipinto Trionfo della Morte e Danza Macabra di Giacomo Borlone de Buschis affrescata sull'Oratorio dei Disciplini di Clusone, in provincia di Bergamo, ma tratto direttamente dai cartigli dipinti nella Danza Macabra sulla Chiesa di San Vigilio a Pinzolo, opera di Simone II Baschenis, in provincia di Trento:
Ma nella versione di Branduardi è proprio la musica con la danza a fermare la Morte seppur temporaneamente:

Il giro di una danza e poi un altro ancora
E tu del tempo non sei più signora.»

### Il ciliegio
È l'adattamento in italiano dalla tradizionale canzone inglese The Cherry Tree Carol (la 54^ delle celebri Child Ballads) già ripreso anche da altri artisti e gruppi quali Joan Baez, Judy Collins, Shirley Collins, Peter, Paul and Mary, Pentangle, Duo Greenoch, José Feliciano, Emmylou Harris, Chad Mitchell. The cherry Tree Carol è stata ispirazione per Tanita Tikaram per Valentine heart in ancien Heart.

### Nascita di un lago
Brano ispirato alla storia d'amore tra Merlino e Viviana.

### Il poeta di corte
Riprende passaggi del brano Canarios di Gaspar Sanz (1640-1710)

### Il marinaio
Il brano è ispirato alla vicenda di Ulisse intento a ritornare a casa dall'amata Penelope.

### La pulce d'acqua
È la canzone più famosa del disco. Il testo si ispira a un mito degli Indiani d'America contenuti nella raccolta Racconti indiani di Jaime de Angulo: "Pulce d'Acqua" è infatti il nome di uno sciamano.
Nella versione inglese del disco diventa un canto natalizio.

### La sposa rubata
Questo brano riprende un antico canto bretone dal titolo Ar plac'h dimezet gant Satan ("La fidanzata di Satana"), parte della raccolta Barzhaz Breizh a cui Branduardi si è ispirato più volte.

### La lepre nella luna
Si riferisce ad una delle tante versioni della leggenda buddista del coniglio lunare (o Sasajataka), molto popolare in Estremo Oriente.

### La bella dama senza pietà

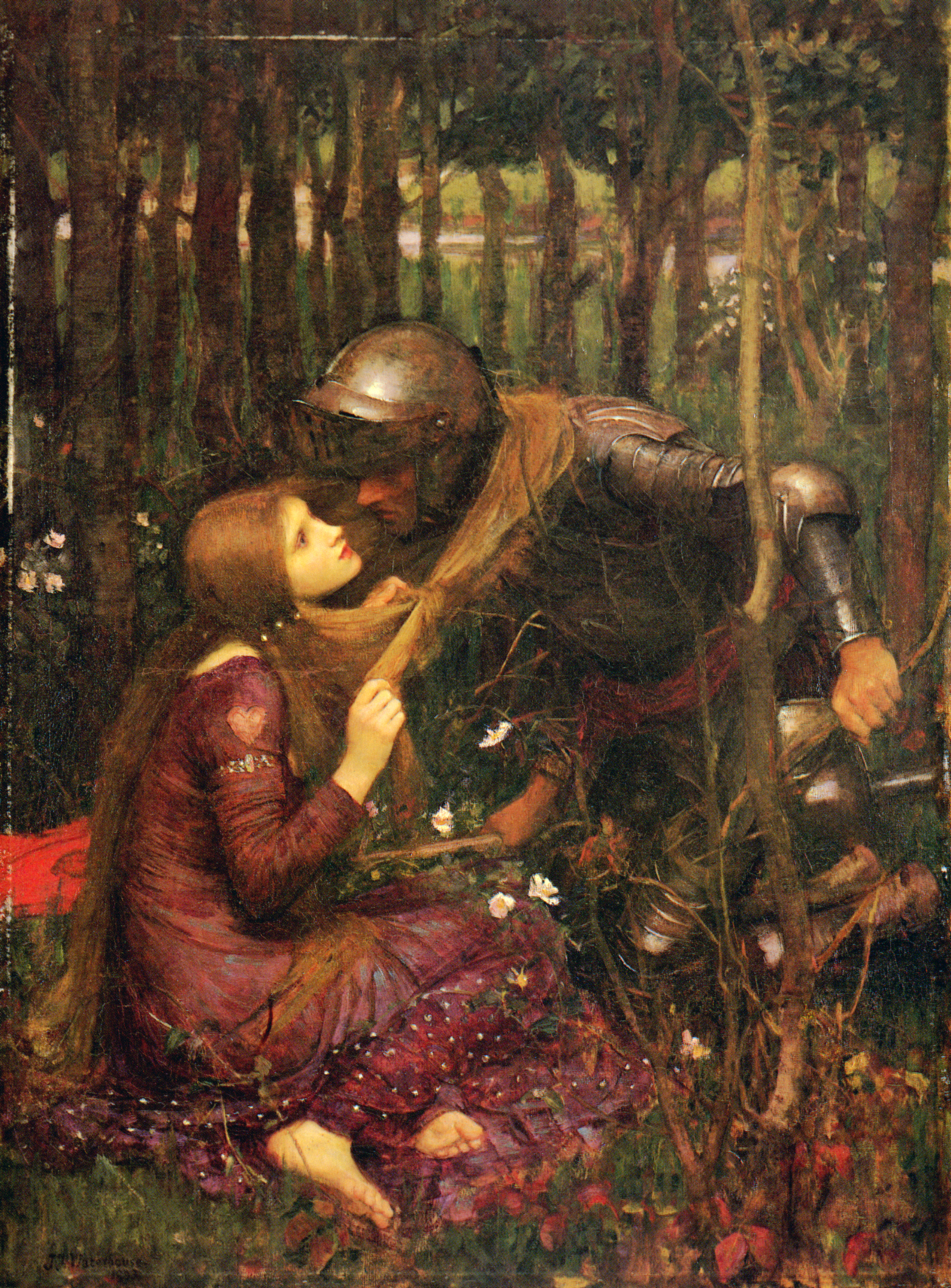
John William Waterhouse, La Belle Dame sans Merci (1893)

Rimanda ad una poesia di John Keats, La Belle Dame sans Merci a sua volta ispirata ad un componimento di Alain Chartier; la parte finale della melodia di ogni strofa riprende il brano tradizionale inglese Once I had a sweetheart, inciso in seguito dallo stesso autore nell'album Futuro antico I.

## Tracce
Testi di Luisa e Angelo Branduardi, musiche di Angelo Branduardi.
Lato A
1. Ballo in Fa diesis minore – 7:08
2. Il ciliegio – 4:10
3. Nascita di un lago – 4:10
4. Il poeta di corte – 3:50
5. Il marinaio – 4:10

Durata totale: 23:28
Lato B
1. La pulce d'acqua – 4:50
2. La sposa rubata – 4:00
3. La lepre nella luna – 5:02
4. La bella dama senza pietà – 6:43

Durata totale: 20:35

## La Demoiselle(versione francese) 1979
Testi di Luisa e Angelo Branduardi, musiche di Angelo Branduardi, adattamento testi in francese di Étienne Roda-Gil.
Side A
1. Bal en fa dièse mineur – 7:08
2. Le Cerisier – 4:10
3. Naissance d'un lac – 4:10
4. En avant l'aventure – 3:50
5. Le Serment du marin – 4:10

Side B
1. La Demoiselle – 4:50
2. L’Épouse dérobée – 4:00
3. Les Rides de la lune – 5:00
4. La Belle Dame sans merci – 6:43

## Fables and Fantasies(versione inglese) 1979
Testi di Luisa e Angelo Branduardi, musiche di Angelo Branduardi, adattamento testi in inglese di Peter Sinfield.
Side A
1. Dust and Ashes – 7:08
2. Il ciliegio – 4:10
3. The Enchanted Lake – 4:10
4. By Appointment – 3:50
5. Lady – 4:10

Side B
1. Merry We Will Be – 4:50
2. The Stolen Bride – 4:00
3. The Hare in the Moon – 5:02
4. Mustapha's Tale – 6:43

## Formazione
- Angelo Branduardi - voce, cori, violino, chitarra, flauto di Pan
- Franco Di Sabatino - tastiera
- Maurizio Fabrizio - pianoforte, chitarra, cori, chitarra ottavino
- Roberto Puleo - bouzouki, slide guitar
- Gigi Cappellotto - basso
- Andy Surdi - batteria, percussioni
- Bruno De Filippi - sitar, armonica, ocarina
- Massimiliano Di Carlo - cetra
- Luigi Lai - launeddas

Note aggiuntive:
- Musiche di Angelo Branduardi
- Testi di Luisa e Angelo Branduardi
- Edizioni musicali Musiza s.r.l. - Roma
- Arrangiamenti e direzione d'orchestra di Maurizio Fabrizio
- Collaborazione artistica: Mario De Monte
- Prodotto da Dory Zard per la Luna Musica, in collaborazione con Angelo Branduardi e Maurizio Fabrizio
- Registrazioni e missaggi effettuati al Fonit-Cetra di Milano
- Tecnico del suono: Plinio Kipling Chiesa
- Assistente tecnico del suono: Giancarlo Jametti
- Per ottenere alcune sonorità, sono stati impiegati: la nuova riverberazione elettronica EMT 250 e la linea di ritardo Lexicon Delta-T con VCO
- Copertina di Mario Convertino, Claudio Gorri e David Zard
- Disegni originali di Mario Convertino
- L'album è dedicato a Luisa Sarati e Rufo Audran[3]